# Aeroportul Serui
Aeroportul Serui (IATA: ZRI, ICAO: WABO) este un aeroport din Serui Kota⁠(d), Yapen Selatan⁠(d), Kepulauan Yapen⁠(d), Papua⁠(d), Indonezia.
aeroportul dispune de o singură pistă.